# Sajas
|  | Per a altres significats, vegeu «Sajàs». |

Sajas fou una antiga població de l'actual Iran, al sud de Sultaniya i de Zanjan a un dia de marxa a peu (uns 25 km). Estava propera a Sehrud i les dues foren destruïdes pels mongols vers vers 1223. Kurud i Abkurud també en depenien. De les dues poblacions no van quedar mes que runes i un poblet segurament sorgit amb habitants de les dues. La comarca, amb uns 100 petits poblets, era freda i produïa grans i algunes fruites. A partit del segle xiii els seus habitants eren mongols.
A la muntanya de Sajas hi havia la tomba d'Arghun Khan. La muntanya era un lloc prohibit i la tomba quedava amagada a la vista segons el costum mongola. No obstant Olja Khatun, filla d'Arghun, va decidir exposar a la vista del poble la tomba i hi va construir un monestir, portant alguns habitants que eren hanafites (seguidors d'Abu Hanifah)